# Années 60
Les années 60 couvrent les années 60 à 69. 
- Pour les années 1960 à 1969, voir Années 1960.

## Événements
- Vers 60-70 : époque possible de la rédaction du Périple de la mer Érythrée[1], texte d’un marchand grec d’Égypte décrivant la route maritime depuis le golfe d’Aqaba jusqu’à l’Indus.
- 60-61 : révolte de Boadicée en Bretagne[2]. Attaque de l'île de Mona (Anglesey), sanctuaire du druidisme et bataille de Watling Street.

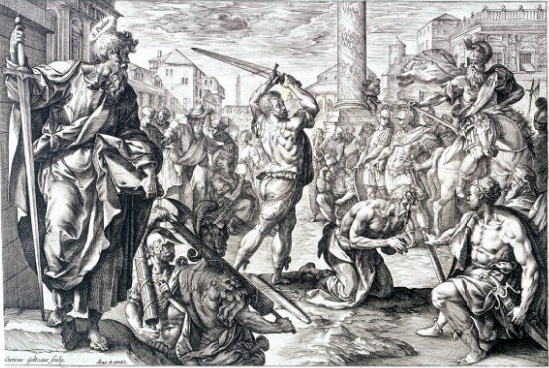
Martyre de Saint Paul, gravure de Hendrik Goltzius, XVIe siècle.

- 60-68 : l’apôtre L’apôtre Paul est emprisonné à Rome entre 60 et 62. Vers 60-61 il rédige les Épîtres aux Philippiens, aux Colossiens et aux Ephésiens. Il est décapité entre 67 et 68[3].
- 18-19 juillet 64 : grand incendie de Rome[4]. Persécution des chrétiens de Rome pris selon Tacite comme boucs émissaires par Néron sous la pression populaire[5].
- Après 64 : première épître de Pierre.
- 65 : conjuration de Pison[4].
- Vers 65 :  le bouddhisme atteint la Chine par la route de la soie, à la suite d'un rêve qu'aurait fait l'empereur Mingdi[6].

- 66-73 : première guerre judéo-romaine ; la situation devient difficile en Judée ; les gouverneurs romains sont des despotes, et les Juifs sont poussés à la révolte. Des Juifs fanatiques, les Zélotes déclenchent une violente insurrection en 66, qui est écrasée en 70 par le général Vespasien envoyé par l'empereur Néron ; Jérusalem est reprise et le Temple de Jérusalem détruit, des milliers de Juifs sont crucifiés. La prise de la forteresse de Massada en 73 marque la fin de la révolte[7].

- 67 : voyage de Néron en Grèce[8].

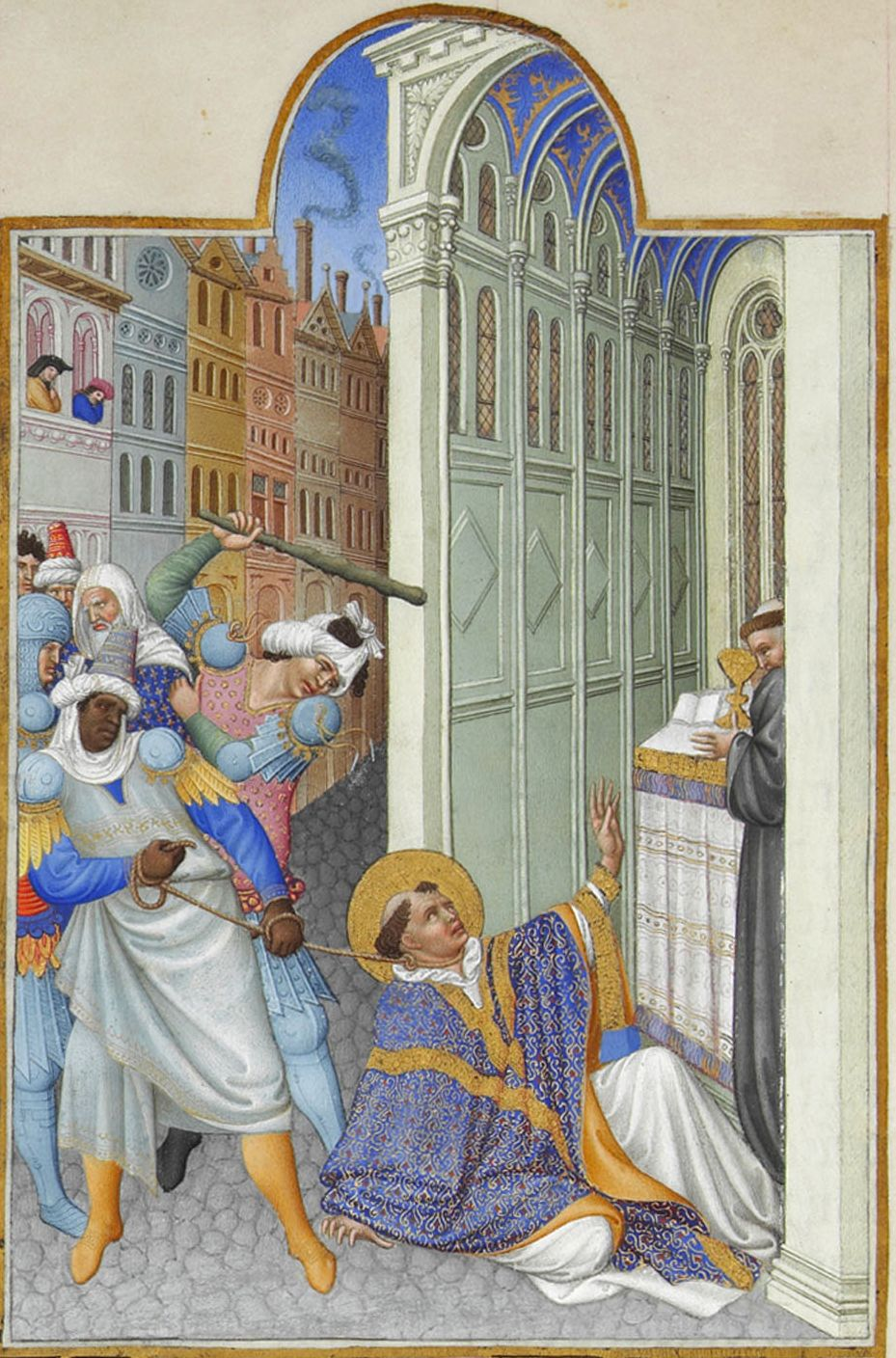
Le martyre de Saint Marc.

- 67-68 : les Roxolans, peuple sarmate traversent le Danube et ravagent la Mésie. La paix n'est rétablie qu'en 70[9].
- Avant 68 : Vespasien est nommé proconsul de la province d'Afrique sous Néron[10].
- 68 : dépôt des manuscrits de la mer Morte dans les grottes de Qumrân par les Esséniens[11].
- Vers 68 : l’évangéliste Marc, après avoir introduit le christianisme en Égypte, est exécuté à Bucoles, petit port de pêche proche d'Alexandrie[12].
- 68-69 : guerre civile ; révoltes en Gaule (Vindex) et en Espagne (Galba). Année des quatre empereurs : Galba, Othon, Vitellius et Vespasien se disputent le pouvoir impérial à Rome[13].
- 69-70 : révolte des Bataves en Germanie inférieure (Caius Julius Civilis)[13].

## Personnalités significatives
- Boadicée
- Galba
- Lin (pape)
- Marc (évangéliste)
- Néron
- Paul de Tarse
- Pierre (apôtre)
- Poppée
- Sénèque
- Vindex